# World Boxing Federation
World Boxing Federation (WBF) – założona w 2008 roku międzynarodowa organizacja, która sankcjonuje walki, prowadzi rankingi oraz przyznaje tytuły mistrzowskie w zawodowym boksie. Tę samą nazwę do 2004 roku nosiła World Boxing Foundation.
Siedzibą WBF jest Luksemburg. Prezydentem organizacji jest były członek zarządu World Boxing Foundation, Południowoafrykańczyk Howard Goldberg.
Organizacja powstała w wyniku rozłamu wewnątrz World Boxing Foundation dokonanego przez część jej działaczy z Goldbergiem na czele. W 2009 roku większość dotychczasowych mistrzów World Boxing Foundation zrezygnowała z tytułów i automatycznie przyjęła pasy nowo powstałej World Boxing Federation. WBF przyznaje tytuły "mistrzów świata", jednak nie są one zbytnio szanowane w środowisku bokserskim i nie mogą się równać z najbardziej prestiżowymi federacjami.

## Obecni mistrzowie organizacji WBF
Stan na 5 marca 2025.

### Mężczyźni
| Kategoria                   | Mistrz                              | Początek panowania  | Dni   |
| --------------------------- | ----------------------------------- | ------------------- | ----- |
| słomkowa (105 lbs)          | Wakat                               | Wakat               | Wakat |
| junior musza (108 lbs)      | Wakat                               | Wakat               | Wakat |
| musza (112 lbs)             | Wakat                               | Wakat               | Wakat |
| junior kogucia (115 lbs)    | Wakat                               | Wakat               | Wakat |
| kogucia (118 lbs)           | Agustin Perez Balbuena (tymczasowy) | 13 sierpnia 2022    | 935   |
| junior piórkowa (122 lbs)   | Wakat                               | Wakat               | Wakat |
| piórkowa (126 lbs)          | Wakat                               | Wakat               | Wakat |
| junior lekka (130 lbs)      | Lunga Stimela                       | 9 lipca 2022        | 970   |
| lekka (135 lbs)             | Wakat                               | Wakat               | Wakat |
| junior półśrednia (140 lbs) | Wakat                               | Wakat               | Wakat |
| półśrednia (147 lbs)        | Meriton Karaxha                     | 1 listopada 2019    | 1951  |
| junior średnia (154 lbs)    | Freddy Kiwitt                       | 24 listopada 2024   | 101   |
| średnia (160 lbs)           | Angelo Frank                        | 3 października 2024 | 153   |
| superśrednia (168 lbs)      | Alexander Rigas                     | 22 czerwca 2024     | 256   |
| półciężka (175 lbs)         | Kambis Rahmani                      | 27 kwietnia 2024    | 312   |
| junior ciężka (200 lbs)     | Artur Mann                          | 2 listopada 2024    | 123   |
| bridger (224 lbs)           | Senad Gashi                         | 14 września 2024    | 172   |
| ciężka (224+ lbs)           | Arnold Gjergjaj                     | 2 września 2023     | 550   |